# Синус ліфтинг
Синус ліфтинг (лат. sinus- пазуха, англ. lift — підіймати) або субантральна аугментація — оперативне втручання, яке проводиться для збільшення кісткового об'єму верхньої щелепи, межуючого з гайморовою пазухою з метою подальшого встановлення дентальних (зубних) імплантатів (імплантату) і ортопедичного протезування на них. Ця оперція проводиться виключно в бічних відділах верхньої щелепи.

## Суть операції
При недостатній висоті остаточного альвеолярного гребеня (кістки) лікар робить отвір у кістковій тканині або з-боку самого гребеня (крестальний підхід), або з-боку присінку порожнини рота (латеральний підхід). За допомогою спеціальних інструментів відшаровується від кістки мембрана Шнейдерія (Schneiderian membrane), яка вистилає верхньощелепову пазуху. Сформувавши достатній простір, лікар заповнює його кістково-пластичним матеріалом або сумішшю матеріалів, які згодом перетворюються у кісткову тканину пацієнта. Це робиться для того, щоб імплантат краще зафіксувався, адже йому потрібно не менше 6-8 мм.

## Причини дефіциту кістки
Приблизно 60-70% пацієнтів (серед клінічних спостережень) мають дефіцит кісткового об'єму альвеолярного гребеня (атрофію) як по ширині, так і по висоті. Причинами цього можуть бути:
- анатомічні особливості будови;
- вікові зміни;
- супутні захворювання;
- поширення захворювань пародонту;
- тривале носіння знімних протезних конструкцій;
- відсутність жувального навантаження внаслідок втрати зубів.

## Види
- відкритий – при товщині (висоті) кістки менше 4 мм;
- закритий – при товщині (висоті) більше 4 мм;
- одномоментно із встановленням імплантату;
- поетаповий.

## Закритий синус ліфтинг
Закритий синус ліфтинг є легшим втручанням, який, зазвичай робиться одночасно із встановленням імплантату. Важливо також те, що ця операція є менш травматичною, але більш ризикованою, оскільки це "сліпа" методика. Після адекватного знечулення, у кістковій тканині формують ложе під майбутній імплант, не доходячи до дна пазухи на 1 мм. Потім за допомогою спеціальних інструментів (наприклад, остеотомів) надломлюють кісткове дно верхньощелепової (гайморової) пазухи . На цьому етапі важливо не пошкодити слизову оболонку пазухи, яка в подальшому гратиме роль утримуючого куполу для нарощування кісткової тканини. Через сформований отвір простір заповнюють спеціальними кістковими замінниками чи аутологічним матеріалом. Потім встановлюють сам імплантат і ушивають слизову порожнини рота.

## Відкритий синус ліфтинг
Відкритий синус ліфтинг є більш складним і важчим втручанням порівняно із закритим, але дозволяє наростити значно більше кісткової тканини і є більш прогнозованим. Проводиться у тому випадку, коли остаточної висоти альвеолярного гребеня недостатньо для стабілізації імпланту. Під місцевою анестезією роблять розріз слизової оболонки альвеолярного гребеня. Відшаровують слизово-окісний клапоть з метою оголення передньої (вестибулярної, щічної) поверхні верхньощелепової кістки з відповідної сторони. За допомогою спеціального бора або ультразвукової п'єзонасадки роблять "віконце" у кістковій тканині. Через цей отвір відшаровують слизову оболонку (шнейдерівську мембрану, мукоперіост) від кісткової поверхні, формуючи простір для кісткового матеріалу. На цьому етапі також можливо встановити імплантат, якщо залишкова висота і ширина власної кісткової тканини пацієнта це дозволяють. Після заповнення простору кістково-пластичним матеріалом, кісткове "вікно" закривають мембраною, яку можуть фіксувати пінами або не фіксувати. Слизово-окісний клапоть вкладають на місце і наглухо ушивають. В деяких випадках імплантація не може проводитись одночасно із синус-ліфтингом. У такому випадку її проводять через 4-6 місяців.

## Протипокази
- аутоімунні захворювання;
- захворювання органів і тканин пацієнта в стані декомпенсації;
- хвороби крові;
- злоякісні новоутворення, стан після опромінення щелепно-лицевої ділянки;
- гострий гайморит або загострення хронічного;
- психічні розлади.